# Cixius seriata
Cixius seriata är en insektsart som beskrevs av Ernst Friedrich Germar 1830. Cixius seriata ingår i släktet Cixius och familjen kilstritar. Inga underarter finns listade i Catalogue of Life.